# Kloten
Kloten là một đô thị thuộc huyện hành chính Bülach, bang Zürich, Thụy Sĩ. Đô thị này có diện tích 19,28 km2, dân số thời điểm tháng 12 năm 2009 là 17,809 người.